# Simin Behbahani
Simin Behbahani (en persa سیمین بهبهانی) (Teheran, 20 de juliol de 1927 - 19 d'agost de 2014), també transcrita com a Bihabani i coneguda pel sobrenom afectuós de la lleonessa de l'Iran, va ser una destacada poetessa, lletrista i activista iraniana, considerada com a poetessa nacional de l'Iran. Durant la seva vida va publicar més de 600 poemes recollits en 19 llibres de poesia, dues col·leccions de relats curts i multitud d'articles i assaigs literaris. Va destacar pel seu ús i modernització del ghazal, un gènere líric molt usat en la literatura persa, en un moment en què la majoria de poetes es van endinsar en el vers lliure. Els seus poemes abordaven temàtiques com el patriotisme, els drets de les dones, la guerra, la pau, la revolució, la pobresa o la justícia. Durant tres dècades, va combinar la seva tasca literària amb l'ensenyament de francès a escoles de secundària de Teheran. També va ser editora del diari "Āyandeh-ye Iran" (El Futur de l'Iran) i va presidir l'Associació d'Escriptors de l'Iran. Va ser nominada dues vegades pel Premi Nobel de literatura, els anys 1999 i 2002, i va guanyar multitud de premis, tant en reconexiement per la seva obra literària com per la seva lluita per la llibertat d'expressió, els drets de les dones i els drets humans, fet que li va valer nombroses confrontacions amb els diversos governs iranians amb els que va viure. A data de 2014, la seva obra encara no havia sigut traduïda al català ni al castellà.

## Biografia
Va néxier com a Simin Khalili (Behbahani és el cognom que va prendre del seu primer marit) l'any 1927, filla de dos escriptors: el pare, Abbas Khalili (عباسخلیلی), era escriptor i director del diari Eghdām (Acció), i la mare, Fakhr-e Ozmā Arghun (فخرعظمی ارغون), era professora, poeta, editora i defensora dels drets de les dones. Va començar a escriure poesia als 12 anys i va publicar el seu primer poema als 14.